# Marie Norin
Marie Susanne Viktoria Norin, född 30 juni 1967, är en svensk författare och översättare. 
Marie Norin debuterade som poet 1996. År 2007 utkom hennes första roman, Kupa, som nominerades till Sveriges Radios romanpris. Den har följts av ytterligare två prosaböcker, Djuraffär och Vit vit. 
Hon har även översatt den danska författaren Pia Juul till svenska.

## Priser och utmärkelser
- 1996 – Malmö Stads författarstipendium
- 2001 – Göteborgs Stads författarstipendium
- 2022 – Samfundet De Nios Vinterpris